# Twombly Ridge
Twombly Ridge es un territorio no organizado ubicado en el condado de Penobscot en el estado estadounidense de Maine. En el Censo de 2010 no tenía habitantes.

## Geografía
Twombly Ridge se encuentra ubicado en las coordenadas 45°17′58″N 68°15′35″O / 45.29944, -68.25972. Según la Oficina del Censo de los Estados Unidos, Twombly Ridge tiene una superficie total de 117.23 km², de la cual 114.08 km² corresponden a tierra firme y (2.69%) 3.15 km² es agua.

## Demografía
Según el censo de 2010, no había personas residiendo en Twombly Ridge. 